# Pedro Temudo
Pedro Temudo est un footballeur portugais né le 21 octobre 1907 et mort le 11 août 1994. Il évoluait au poste de défenseur central.

## Biographie

### En club
Pedro Temudo débute avec le Sport Progesso en 1920, il représente le club jusqu'en 1922.
Il est joueur du SU Sintrense lors de la saison 1922-1923.
Lors de la saison 1923-1924, il évolue avec Os Montelavarenses.
En 1924, il rejoint le FC Porto. Avec Porto, il remporte le Campeonato de Portugal en 1925, la seule compétition nationale avant la création de la première division portugaise.
Lors de la saison 1927-1928, il est joueur de l'Amora FC.
Dès 1928, il retrouve le FC Porto. Pedro Temudo remporte à nouveau le Campeonato de Portugal en 1932. Il raccroche les crampons en 1933.

### En équipe nationale
International portugais, il reçoit une unique sélection en équipe du Portugal : le 1er décembre 1929, il joue contre l'Italie (défaite 1-6 à Milan).

## Palmarès
FC Porto
- Campeonato de Portugal (2) :
  - Vainqueur : 1924-25 et 1931-32.